# 兵藤ゆきのハッピーにゆきね〜!
兵藤ゆきのハッピーにゆきね〜!（ひょうどうゆきのハッピーにゆきね〜!）とは東海ラジオで放送されていたラジオ番組。2009年4月4日放送開始。2017年12月29日放送終了。

## 概要
放送開始から2013年9月までは、毎週土曜日に東海ラジオ東京スタジオから生放送されていた。その後、2013年秋（ナイターオフ）改編で金曜日の20時台へ移行し、放送時間も30分に短縮。以降は放送曜日の変遷を経て、2015年春改編でさらに10分番組に短縮され、2017年12月で放送終了。
土曜放送当時のタイトルコールは、兵藤が「東海ラジオ、土曜の午後は」と言った後、リスナーや番組に来たゲストなどが「ハッピーにゆきね〜!」と言う。

## 放送時間
| 期間                   | 曜日 | 時間          |
| ---------------------- | ---- | ------------- |
| 2009年4月 - 2010年3月  | 土曜 | 13:00 - 15:00 |
| 2010年4月 - 9月        | 土曜 | 11:00 - 14:00 |
| 2010年10月 - 2013年3月 | 土曜 | 11:00 - 13:30 |
| 2013年4月 - 9月        | 土曜 | 11:00 - 13:00 |
| 2013年10月 - 2014年3月 | 金曜 | 20:00 - 20:30 |
| 2014年4月 - 9月        | 月曜 | 18:35 - 18:50 |
| 2014年10月 - 2015年3月 | 金曜 | 20:00 - 20:30 |
| 2015年4月 - 2017年12月 | 金曜 | 21:40 - 21:50 |

## パーソナリティー
- 兵藤ゆき

2009年7月11日の放送では兵藤が夏休みだったことから林マヤと松原健之がパーソナリティを務めた。

## 主なコーナー
番組末期（録音放送時代）は兵藤のフリートークが中心だった。

### 過去
- オープニング・オープニングトーク

局ジングルが流れた後、番組ジングルが流れ、番組がスタートする。
- 今週のジャパン・NOW

東京で話題になっていることを兵藤ならではの切り口で紹介するほか、全国各地からの珍しい話題などを新聞記事を交えて紹介する。
- ゆき姐コラム

エッセイストでもある兵藤が、自身の本などからエッセイを取り上げ朗読する。
- トヨペットナイスミドル応援団

番組放送開始時から放送されていた。ニッポン放送制作。
- 愛の太鼓判

毎週リスナーからの様々な悩みを兵藤が電話を通じて相談にのるコーナー。また番組内でリスナーからも意見を募集し、初回放送日以降はコーナー枠以外でもメッセージを紹介している。
- こちらラジオ応援隊

毎週兵藤に応援してもらいたい人を募集し、リスナーが電話で参加するコーナー。
- WHAT CAN I DO? 私はどうすればいいの?

番組に寄せられた悩み事にリスナーが解決方法を送るコーナー。
- ハッピー通信

身の回りで起こったハッピーな出来事を送るコーナー。
- お誕生日新聞

毎週1人の生年月日当日の中日新聞朝刊の1面と社会面を紹介し、依頼主にプレゼントするコーナー。誕生日は1903年（明治39年）生まれなら依頼主以外でも可能。
- ハッピー・チャレンジ

簡単な質問に答えるコーナー。最優秀回答をしたリスナーには、番組グッズのハッピー湯呑みが送られる。
- 童話コーナー

リスナーからその時期に合ったオリジナル童話を募集し、兵藤が朗読する。採用されると朗読をCDにしてリスナーに贈る。

### その他
- 中日新聞ニュース[3]
- 天気予報[3]
- 交通情報
- ラジオショッピング

放送枠は特に決まっていない。2009年4月途中 - 。

## 番組グッズ
- ハッピー絵馬

こちらラジオ応援隊に寄せられたメッセージや兵藤が応援した人にプレゼントされる。
- 愛の太鼓判ポチ袋

愛の太鼓判に相談者へアドバイスのメッセージを送ったリスナーから抽選で毎週3名くらいにプレゼントされる。ポチ袋の中にはハッピーになれる何かが入っている。
- ハッピー湯呑み